# Leichtathletik-Weltmeisterschaften 2011/Teilnehmer (Kuwait)
| Goldmedaillen | Silbermedaillen | Bronzemedaillen |
| ------------- | --------------- | --------------- |
| —             | —               | —               |

Der Leichtathletik-Verband Kuwaits stellte bei den Leichtathletik-Weltmeisterschaften 2011 im südkoreanischen Daegu zwei Teilnehmer.

## Ergebnisse

### Männer

#### Laufdisziplinen
| Athlet            | Disziplin | Vorlauf     | Vorlauf | Halbfinale | Halbfinale | Finale | Finale |
| Athlet            | Disziplin | Zeit        | Platz   | Zeit       | Platz      | Zeit   | Platz  |
| ----------------- | --------- | ----------- | ------- | ---------- | ---------- | ------ | ------ |
| Mohammad al-Azemi | 800 m     | 1:46,64 min | 14      | DNF        | DNF        | –––    | –––    |

#### Sprung/Wurf
| Athlet                 | Disziplin  | Qualifikation | Qualifikation | Finale             | Finale             |
| Athlet                 | Disziplin  | Weite/Höhe    | Platz         | Weite/Höhe         | Platz              |
| ---------------------- | ---------- | ------------- | ------------- | ------------------ | ------------------ |
| Ali Mohamed al-Zankawi | Hammerwurf | 75,35 m       | 13            | nicht qualifiziert | nicht qualifiziert |